# Tapinoma annandalei
Tapinoma annandalei är en myrart som först beskrevs av Wheeler 1928.  Tapinoma annandalei ingår i släktet Tapinoma och familjen myror. Inga underarter finns listade i Catalogue of Life.

## Bildgalleri

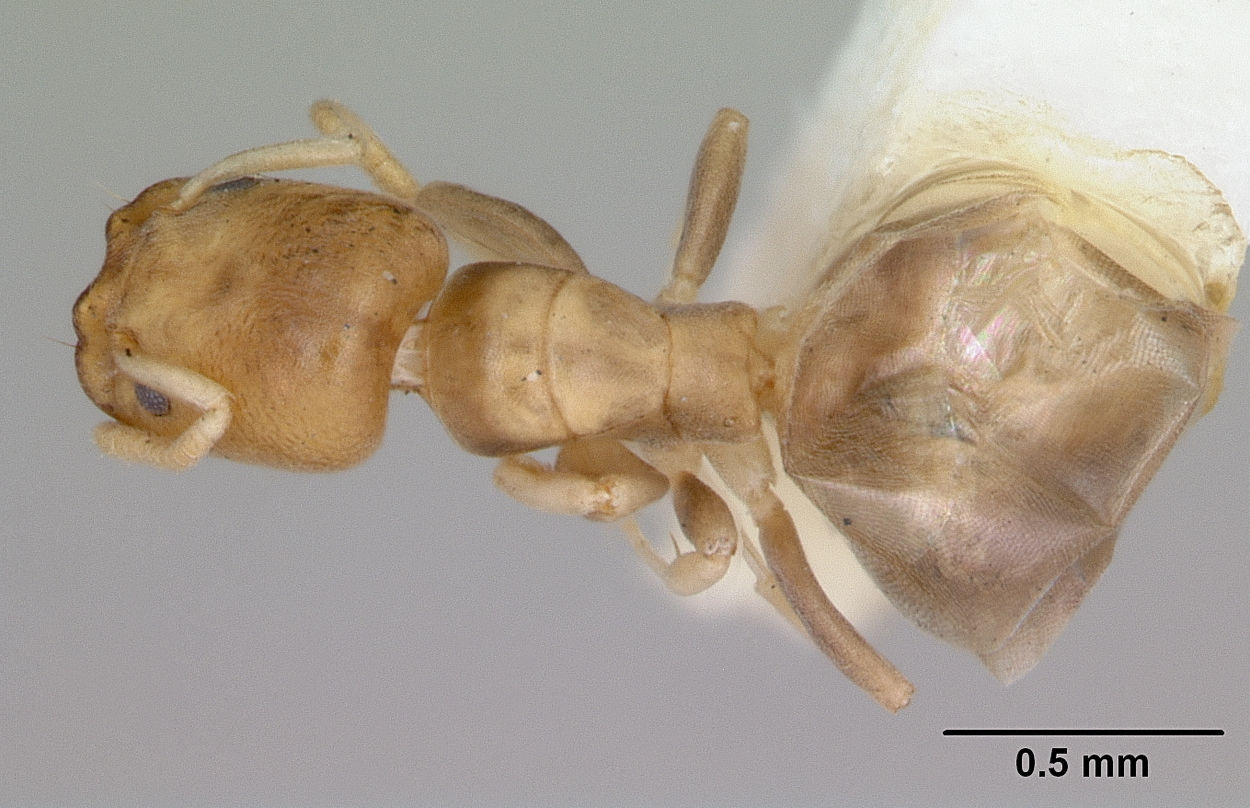
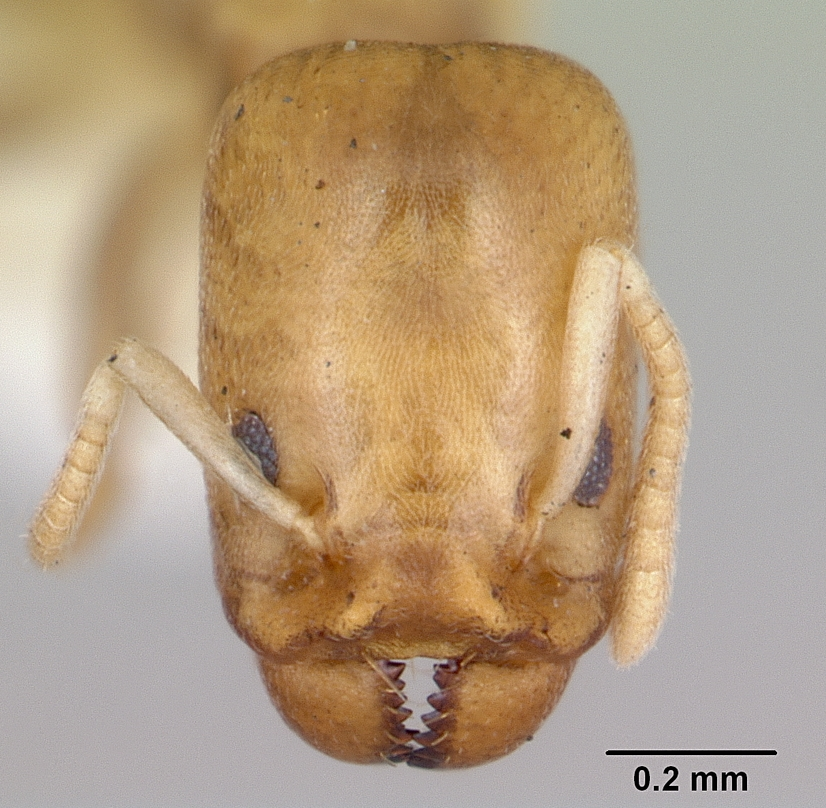
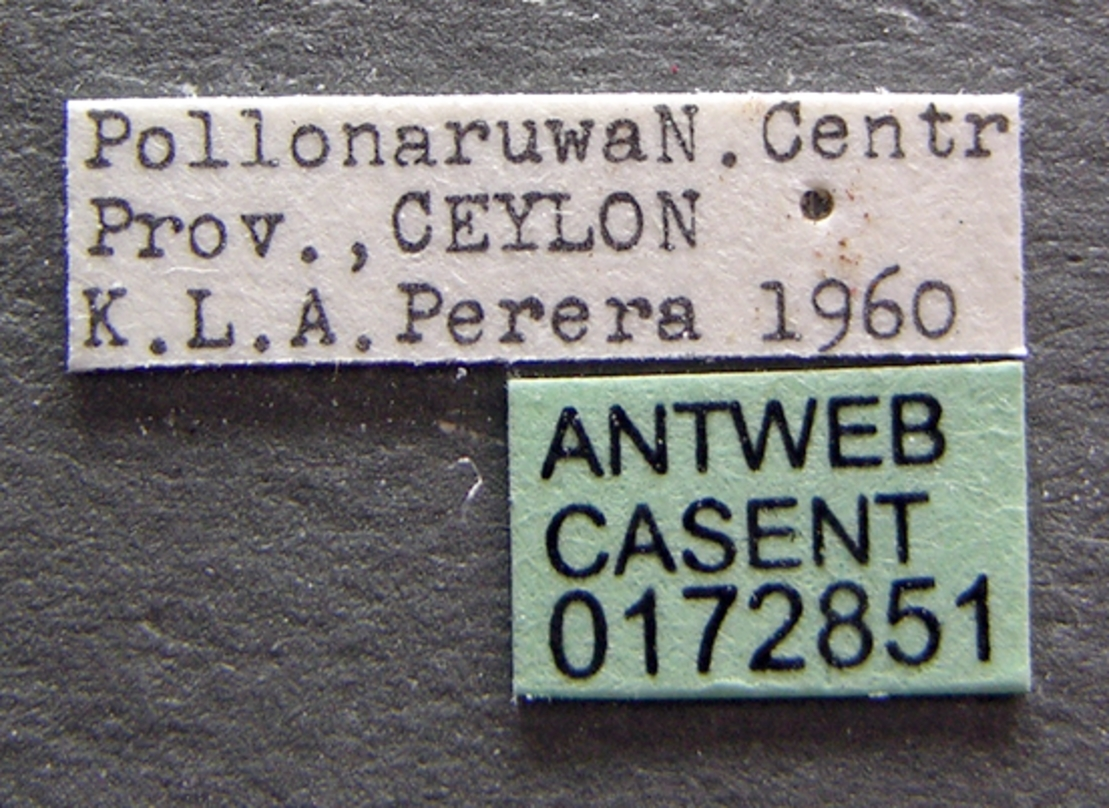
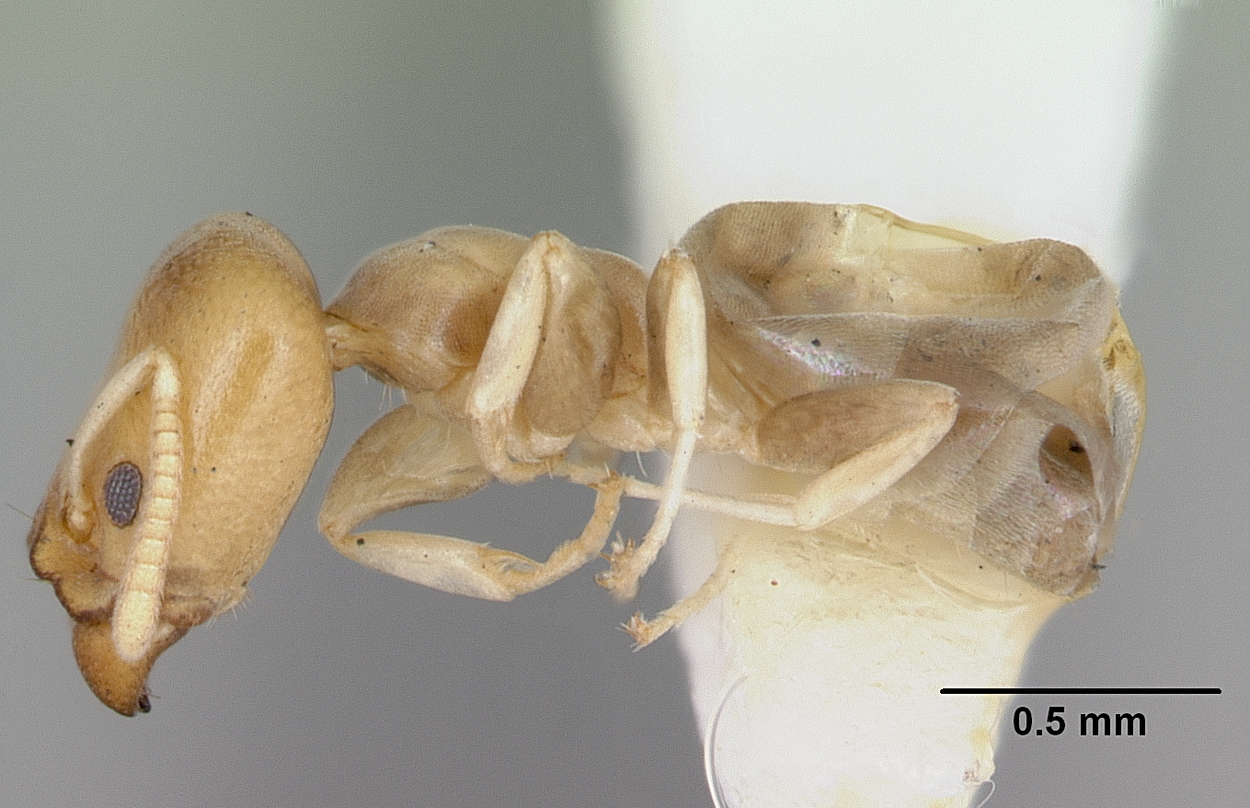
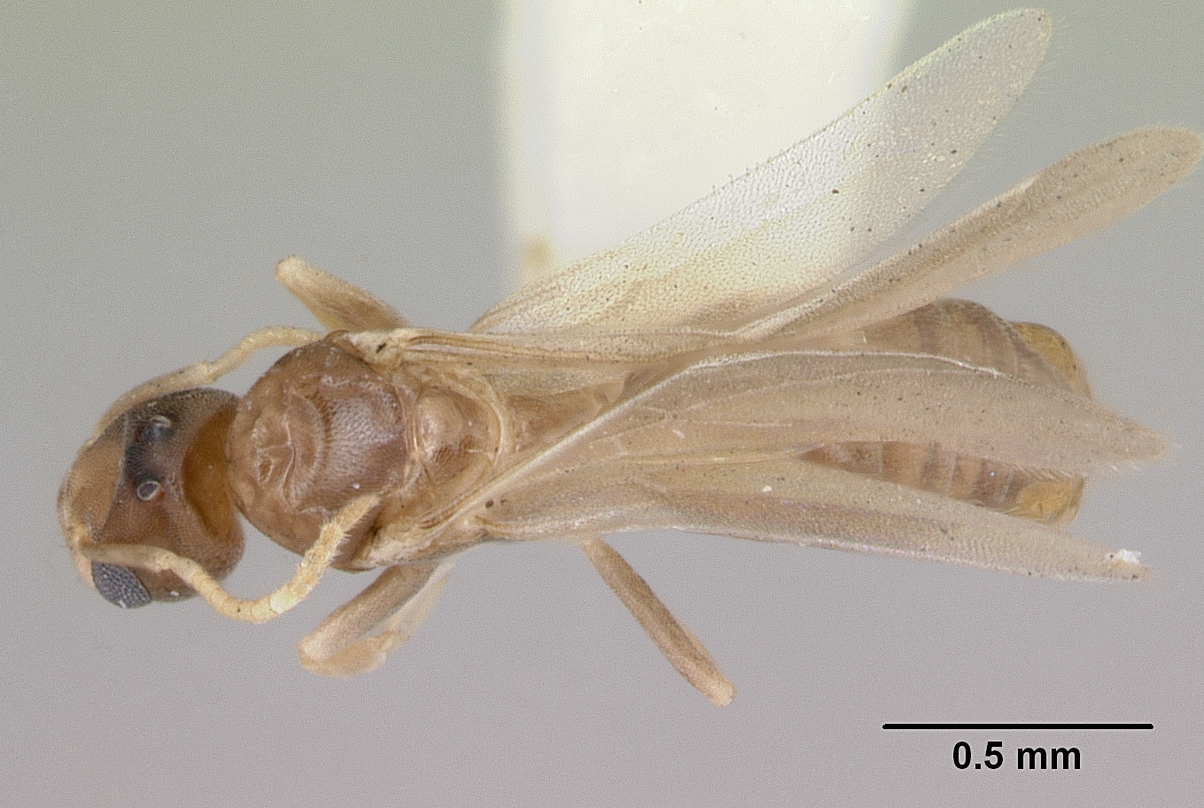
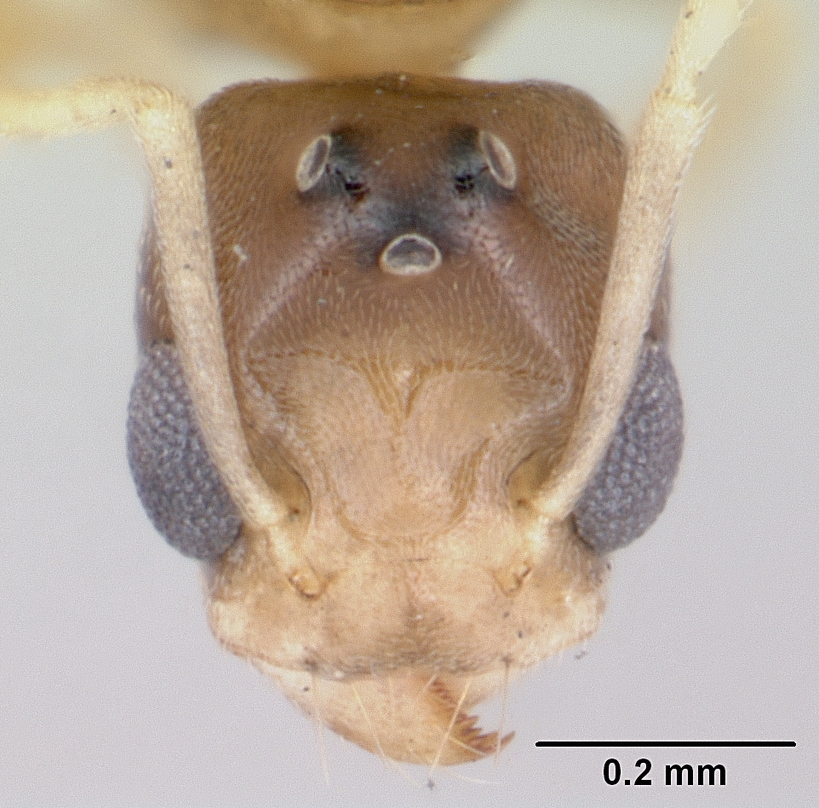